# Diecéze bayonnská
Diecéze Bayonne (-Lescar e Oloron) (lat. Dioecesis Baionensis (-Lascurrensis et Oloronensis), franc. Diocèse de Bayonne-Lescar et Oloron) je francouzská římskokatolická diecéze. Leží na území departementu Pyrénées-Atlantiques, jehož hranice přesně kopíruje. Sídlo biskupství a katedrála Sainte-Marie de Bayonne se nachází v Bayonne. Diecéze je součástí církevní provincie Bordeaux.
Od 15. října 2008 je diecézním biskupem Mons. Marc Aillet.

## Historie
Diecéze Bayonne byla založena v průběhu 4. nebo 6. století. V důsledku konkordátu z roku 1801 29. listopadu 1801 byly zrušeny diecéze Lescar, Lombez, (Saint-Bernard de) Comminges, Aire a Tarbes, a část jejich území byla včleněna do diecéze Bayonne. Diecéze Tarbes a Aire byly 6. října 1822 obnoveny.
Dne 22. června 1909 byl změněn název diecéze na Bayonne (-Lescar et Oloron).
Od 8. prosince 2002 je diecéze Bayonne sufragánní diecézí arcidiecéze Bordeaux (předtím byla sufragánem auchské arcidiecéze).